# Skagerrak
Het Skagerrak is een gedeelte van de Noordzee, dat wordt begrensd door Denemarken (Jutland) in het zuiden, Noorwegen in het noorden en Zweden (Bohuslän) in het oosten.
In het zuidoosten staat het Skagerrak in verbinding met het Kattegat, waarlangs de Sont en vervolgens de Oostzee kunnen worden bereikt. Bij de plaats waar Skagerrak en Kattegat elkaar ontmoeten (Grenen, tevens het noordelijkste punt van Denemarken) ligt de vissersplaats Skagen, waaraan de zee zijn naam ontleent. Het woord rak is verwant met het woord ruk en betekent hier dat men bij de meestal gunstige zuidwesterwind vanaf de Noordzee zonder laveren in een ruk naar Skagen kon doorzeilen.
Op de Noordzee ter hoogte van het Skagerrak werd op 31 mei 1916 door de Britse en de Duitse vloot een zeeslag uitgevochten die historici de zeeslag bij Jutland noemen.
Van 1946 tot 1948, na de Tweede Wereldoorlog, hebben de Geallieerden  opzettelijk verscheidene schepen, geladen met munitie en chemische wapens van Nazi-Duitsland, in o.a. het Skagerrak tot zinken gebracht.  Dit heeft geleid tot een hoger dan toegestaan arseengehalte in het sediment in delen van het Skagerrak (zie ook Munster).